# Брвнара
Брвнара је објекат направљен искључиво од стабала дрвета — брвана или тесаних талпи. Намена јој је била, нарочито у прошлости, због количине и цене овог грађевинског материјала, широка. Брвнаре су куће и стаје, склоништа и заштита човеку, стоци и пољопривредним производима. У њима су смештени млинови за жито, ветрењаче и разни други неопходне алати и машине. Брвнаре су и цркве. Раније је то била кућа за становање или преноћиште у шуми. Многе су и сачуване до данашњих дана. Данас се овакве зграде граде као викендице или куће за одмор, коришћењем савремених машина и алата.
У прошлости су од стабала (као брвнаре) прављене и тврђаве, односно разна утврђења као фортификацијски објекти. Прављени су читави градови како код нас, тако и у свету. Истина, због вечитих ратних турбуленција, код нас су углавном нестали. Правили су их и енглески колонизатори и досељеници у борбама против домицилних урођеничких индијанских племена.
Сасвим извесно, у питању је један од најстаријих типова грађевине, који у функцији стамбених и економских зграда које задовољавају свакодневне људске потребе у различитим културама и епохама постоји паралелно са званичним архитектонским стиловима намењеним монументалним и репрезентативним грађевинама. Због лако доступне грађе, брвнаре су нарочито распрострањене у шумовитим крајевима (Северна Америка, Русија, Скандинавија). Најчешће су релативно малих димензија и једноставне конструкције; покривају се сламом, даскама, шиндром или плочама од шкриљца. Унутрашњи простор, врло често без таванице, може бити подељен лаганим преградним зидовима (од дасака или плетера). Брвнара лежи директно на тлу, на постољу од дрвених греда (атула) или на подзиђу од камена.
У планинским пределима Балканског полуострва брвнаре се јављају у различитим варијантама и под различитим локалним називима (брвњача, осаћанка, талпара, талпињача) као најчешћи тип куће и економских објеката унутар окућнице. Поред тога, у овим крајевима (Србија, Босна, Банија, Славонија, Румунија, Бугарска) из времена турске владавине (а нарочито у периоду од 16. до 19. века), када није било могуће обезбедити скупљи грађевински материјал нити покренути већи градитељски подухват, сачуван је значајан корпус цркава-брвнара (црква Светог пророка Јеремије у Гораждевцу, крај 16. или почетак 17. века; црква манастира Покајнице, 1818).
Брвнара, позната и као катун (рум. catun), бачија је сточарска љетњa кућа од дрвета у планини с колибама и торовима за стоку. Брвнара је грађена од стабала дрвета - брвана или тесаних талпи. Јефтин и приступачан грађевински материјал у предјелима богатим шумом, омогућио је њихову масовну изградњу. Има их по предјелима комплетног динарског простора. У Лици, Кордуну, Банији, Републици Српској, Црној Гори, Шумадији, Драгачеву, Старом Влаху...  Намена брвнаре куће била је превасходно за смештање и збрињавање човјека и вриједности које му припадају.

## Кратка историја
Прва човјекова станишта биле су пећине, па земунице. Номадском човјеку су, географија и тренутна  конфигурација терена,  уз мало импровизације, рјешавали  елементарне проблеме становања. Свака згодна рупа на терену, надстрешена лишћем, могла је привремено да сачува човјека од временских неприлика. Када се извјештио, усавршавао је алате и постајао све комфорнији. Брвнаре су виши степен човјечијег стандарда. И њих је, наравно, временом усавршавао.

## Грађа и изглед
Лоцирање брвнаре је такође одређено конфигурацијом терена. Она је постављана „на ћелицу“ нагиба терена. Тако је добијан подрум. Изнад се градила брвнара. Била је једнодјелна, па дводјелна, па вишедјелна. У брвнари је постојала кућа, то је просторија која није имала плафон већ је била смјештена директно под кровом, и соба, просторија која је имала плафон и била под заједничким кровом са кућом. Оваква брвнара је имала двоје врата. Једна су била улазна на самој брвнари, а другим се улазило из куће, у други дио брвнаре,  у собу. Мердевинама - степеницама, се унутар брвнаре могло попети на плафон собе. Тако да се на тој плафонској платформи сушило месо димом са огњишта, који је струјао ка отвору у највишој тачки крова на четири воде - баџи. Изнад огњишта висиле су вериге. У соби је била пећ и лежаји, односно слама за спавање. Сећија је постављена уз вертикални дрвени стуб који се зове пардо. Уз парду је сједио домаћин куће, или кум када дође.
Рађене су и састављена разним техникама. Технологија алата, и домишљатост аутора су је и правили и  усавршавали.
Оне су дуговјеке. И данас постоје читава насеља старих брвнара као што су она  на планини Клековачи, на мјесту званом Аташевац. Ту постоје читава села брвнара.  (Матерића, Трикића...) које се налазе  убележена на мапама и секцијама педантних Аустроугара са краја 19. вијека.

## Врсте брвнара
Брвнара може бити:
- Стамбена зграда
  - Брвнара - катун
  - Вајат
  - Викендица - кућа за одмор
  - Кућа у којој се стално борави
  - Планинарски дом
- Сеоска помоћна зграда
  - Качара
  - Дашчара
  - Магаза
  - Млекар
  - Мишана
  - Стаја
  - Штала
- Остало
  - Воденица
  - Звоник - поред цркве
  - Осматрачница
  - Црква брвнара
  - Чардак
  - Чека ловачка
  - Zlatiborska brvnara https://web.archive.org/web/20090729060126/http://www.volimzlatibor.com/brvnare.html

## Савремене брвнаре
У наше време се (посебно у САД и Канади, мада их има и у Европи) граде савремене куће од брвана (енглески језик разликује изразе loghouse или log cabin од log home, где се прва два односе на старинске брвнаре и мање куће, а потоњи на савремене куће-брвнаре), често и са спратом и поткровљем. Као материјал се чешће користе фабрички добијене облице (тзв. калибрисане) или полуоблице, као и талпе, док се природне облице користе све ређе (због спорог рада).